# 403 (バンド)
403（ヨンマルサン）は、栃木県宇都宮市出身のヘヴィメタルバンド。2000年からネット上で活動を始めた。

## 概要
高速かつパワフルに駆け抜けるヘヴィメタルを据えつつ、壮大なオーケストラ楽器と大人数の合唱を加えたスタイルを特徴とする。また、2004年に楽曲「Southern Cross」を使ったFlash動画「Nightmare City」がネットユーザーの間で話題となる。

## メンバー
- 403 (Piano, Key, G, B, Vo, Cho)

1984年生まれ
栃木県出身
幼少期、2つ上の兄の影響を受け、10歳で「THE BLUE HEARTS」や「STRATOVARIUS」などのバンドに出会い人生を変える。
7歳よりピアノ教室に通い始め、その後ベースやギター、大正琴などの楽器に触れ、高校に入学する。
- hatanaka (Vo, Cho)

1984年生まれ
栃木県出身
高校時代、合唱部の部長であった頃、403と出会う。
403とは音楽の授業で隣同士であったが面識はなく、いきなり「俺の作った曲を歌ってよ!」と言われ、403の自宅で宅録したのが「Southern Cross」であった。
- Robert Legacy (G, Vo, Cho)

1984年生まれ
神奈川県出身
高校時代に音楽投稿サイトで403と出会う
1st アルバム発表後、共同で曲を作ってみようという話になり「Happiness」を制作。
- 1024 (Vo, Cho)

1984年生まれ
栃木県出身
高校一年の頃、403と同じクラスになる。
ある日、403の自作曲を耳にし、感心する。
大学時代はそれぞれ東京と京都に行き離れたが、付き合いは続いており、大学4年時に1stアルバムの「N.E.W.S.」のリリースの際、事務作業の面などで支える。

## ディスコグラフィ

### アルバム
- N.E.W.S (2007/8/13 発売)
- HEART (2009/4/3 発売)
- HEROES (2015/12/25 発売)
- HEROES PART 2 (2021/3/14 発売)

### シングル
- Reunion (2019/11/2 発売)